# Black Bullet
Black Bullet (Nhật: ブラック・ブレット Hepburn: Burakku Buretto) là một bộ light novel Nhật Bản do Kanzaki Shiden sáng tác và Ukai Saki minh họa, được ấn hiệu Dengeki Bunko của ASCII Media Works xuất bản. Câu chuyện diễn ra trong một trận dịch ký sinh trùng, theo chân Satomi Rentarō và Aihara Enju, hai nhân viên An ninh Dân sự nhận nhiệm vụ bảo vệ Khu vực Tokyo khỏi bị hủy diệt.
Bộ sê-ri bắt đầu xuất bản vào tháng 7 năm 2011 và 7 tập đã được xuất bản tính đến tháng 1 năm 2020. Một bộ manga bắt đầu xuất bản nhiều kỳ vào tháng 8 năm 2012 trên Dengeki Maoh của ASCII Media Works. Anime được chuyển thể do Kinema Citrus và Orange được phát sóng từ tháng 4 đến tháng 7 năm 2014 và được Crunchyroll phát sóng mô phỏng bên ngoài Nhật Bản.

## Cốt truyện
Vào năm 2021, nhân loại bị tàn phá bởi dịch bệnh Gastrea, một loại virus ký sinh và buộc phải sống trong các bức tường Monolith, được tạo ra từ Varanium: một loại kim loại có khả năng khuất phục Gastrea. Chẳng bao lâu, những đứa trẻ được sinh ra với virus Gastrea và nhờ đó có được khả năng siêu phàm, được phát hiện và mệnh danh là "Những đứa trẻ bị nguyền rủa". Do sự can thiệp của virus Gastrea, chúng chỉ có thể là nữ. An ninh Dân sự được thành lập để chuyên chiến đấu chống lại Gastrea, hoạt động với cặp Initiator là những đứa trẻ bị nguyền rủa và Promoter, phục vụ để lãnh đạo Initiator. Mười năm sau trận dịch, Satomi Rentarou, một học sinh trung học cũng là Promoter tại Cơ quan An ninh Dân sự Tendō thuộc sở hữu của người bạn thời thơ ấu Tendō Kisara, cùng với Initiator, Aihara Enju, thực hiện các nhiệm vụ ngăn chặn sự tàn phá của Khu vực Tokyo và thế giới.

## Nhân vật

### Cơ quan An ninh Dân sự Tendō
Satomi Rentarou (里見 蓮太郎)
Lồng tiếng bởi: Kaji Yuki
Rentarō là học sinh năm thứ hai của trường trung học Magata và là nhân viên quảng bá của Cục An ninh Dân sự Tendō. Cha mẹ của Rentarō đã chết trong cuộc chiến chống lại Gastrea mười năm trước và được gia đình Tendō nhận nuôi, nhưng đã rời bỏ gia đình cùng với Kisara. Rentarou bị mất chân phải, cánh tay phải và mắt trái trong trận chiến với Gastrea để bảo vệ Kisara, và được cứu bởi "Kế hoạch tiến hóa loài người" của Doc, thay thế các chi đã mất của cậu bằng Varanium. Nhờ bản tính tốt bụng và chân thành, Rentarou là một trong số ít người có cảm tình với những đứa trẻ bị nguyền rủa. Cậu thường cố gắng hết sức để giúp đỡ chúng. Đặc điểm này cũng khiến chúng quan tâm đến cậu hoặc say mê cậu. Cậu ta sử dụng XD (HS2000: loại khẩu súng ngắn tự động) và là người mới bắt đầu học võ thuật phong cách Tendō ở đầu câu chuyện.
Aihara Enju (藍原 延珠)
Lồng tiếng bởi: Hidaka Rina
Enju là một đứa trẻ 10 tuổi bị nguyền rủa, và là Initiator dạng Thỏ của Rentarō trong Cơ quan An ninh Dân sự Tendō. Cô sống với Rentarou và đi học tiểu học bình thường cho đến khi thân phận Đứa trẻ bị nguyền rủa của cô bị tiết lộ trong vụ việc liên quan đến Hiruko Kagetane, và buộc phải chuyển đến một trường học mới. Khi lần đầu tiên được Tổ chức Giám sát Initiator Quốc tế (IISO) giới thiệu với Rentarou, Enju gặp vấn đề nghiêm trọng về lòng tin, nhưng điều này đã được cải thiện nhờ thân thiết với Rentarō và cuối cùng trở nên say mê cậu dù mới chỉ là cô bé. Cô là một fan hâm mộ của anime Tenchuu Girls.
Tendō Kisara (天童 木更)
Lồng tiếng bởi: Horie Yui
Kisara là chủ tịch của Cơ quan An ninh Dân sự Tendō. Xuất thân từ gia tộc Tendō, cô rời gia đình sau một cuộc xung đột nhất định cùng với người bạn thời thơ ấu Rentarō. Thận của Kisara hầu như không hoạt động do chấn thương khi chứng kiến cha mẹ cô bị Gastrea ăn sống. Tin rằng cái chết của cha mẹ mình có liên quan đến gia đình Tendō, cô thề sẽ trả thù cho họ và truy lùng những kẻ sát nhân. Cô cực kỳ giỏi võ thuật Tendō, nhưng không thể chiến đấu trong thời gian dài do tình trạng của mình. Kisara có tình cảm với Rentarou, người đã thể hiện sự thu hút lẫn nhau, nhưng nỗ lực truyền đạt tình cảm của họ với nhau thường bị gián đoạn, hầu hết thời gian là bởi Enju. Tuy nhiên, nỗi ám ảnh của cô về việc trả thù gia tộc Tendō là nguồn gốc khiến Rentarou lo lắng, người lo sợ một ngày nào đó điều đó có thể khiến họ chia cách.

### Khu vực Tokyo
Seitenshi (聖天子, Seitenshi)
Lồng tiếng bởi: Toyosaki Aki
Không rõ tên thật, Seitenshi là người cai trị khu vực Tokyo, một trong năm khu vực lớn nhất Nhật Bản sau chiến tranh. Cô là người duy tâm và mong muốn mọi người có thể sống hòa thuận. Gần đây đã thông qua các luật cơ bản về quyền con người dành cho Những đứa trẻ bị nguyền rủa và đã gây ra sự bất mãn từ Thế hệ bị tước đoạt. Cô dường như có hứng thú với Rentarou mặc dù hiện tại vẫn chưa biết liệu đó chỉ là sự quan tâm hay điều gì đó hơn thế nữa.
Tendō Kikunojō (天童 菊之丞)
Lồng tiếng bởi: Ōki Tamio
Kikunojō đóng vai trò là cố vấn của Seitenshi và nắm giữ quyền lực chính trị lớn nhất. Ông là ông nội của Kisara và cũng là cha nuôi của Rentarō. Do vợ ông bị Gastrea giết 10 năm trước, ông không hài lòng về việc Seitenshi thực hiện nhân quyền cho Những đứa trẻ bị nguyền rủa nên đã yêu cầu cặp Hiruko tạo ra một biến động.
Hiruko Kagetane (蛭子 影胤)
Lồng tiếng bởi: Koyama Rikiya
Kagetane là Promoter trong Cơ quan An ninh Dân sự, nhưng đã bị thu hồi giấy phép do giết người quá mức. Kagetane là sản phẩm của "Kế hoạch tiến hóa loài người" và được yêu cầu phá hủy Khu vực Tokyo. Cặp đôi này cuối cùng bị Rentarō và Enju đánh bại, nhưng sau đó xuất hiện trở lại để hỗ trợ họ trong Chiến tranh Kanto lần thứ ba.
Hiruko Kohina (蛭子 小比奈)
Lồng tiếng bởi: Yūki Aoi
Kohina là con gái của Kagetane và là Initiator dạng Bọ ngựa với sự chiến đấu khát máu.
Ikuma Shōgen (伊熊 将監)
Lồng tiếng bởi: Tezuka Hiromichi
Shōgen là một Promoter cuồng chiến và chết trong trận chiến chống lại Hiruko Kagetane. Thoạt nhìn, anh không quan tâm đến Initiator của mình và gọi cô bé là vũ khí. Chỉ trong manga, vào những giây phút cuối cùng, anh tiết lộ rằng anh coi họ giống nhau - những sinh vật chỉ có ý nghĩa trong trận chiến và họ cùng nhau chứng minh sự tồn tại của nhau.

### Khác
Matsuzaki (松崎, Matsuzaki)
Lồng tiếng bởi: Nishimura Tomomichi
Matsuzaki là một người đàn ông lớn tuổi chăm sóc Những đứa trẻ bị nguyền rủa ở khu vực ngoại ô Tokyo.

## Phương tiện truyền thông

### Light novel
| # | Nhan đề                                                                                 | Phát hành tiếng Nhật                | Phát hành tiếng Anh                 |
| - | --------------------------------------------------------------------------------------- | ----------------------------------- | ----------------------------------- |
| 1 | Those Who Would Be Gods Kami o Mezashita Mono Tachi (神を目指した者たち)                | 10 tháng 7, 2011 978-4-04-870596-7  | 18 tháng 8, 2015 978-0-31-630499-3  |
| 2 | Against a Perfect Sniper VS Shinsan Kibō no Sogekihei (VS神算鬼謀の狙撃兵)              | 8 tháng 10, 2011 978-4-04-870820-3  | 15 tháng 12, 2015 978-0-31-634489-0 |
| 3 | The Destruction of the World by Fire Honō ni yoru Sekai no Hametsu (炎による世界の破滅) | 10 tháng 5, 2012 978-4-04-886477-0  | 19 tháng 4, 2016 978-0-31-634490-6  |
| 4 | Vengeance is Mine Fukushū Suru wa Ware ni Ari (復讐するは我にあり)                      | 10 tháng 8, 2012 978-4-04-886797-9  | 30 tháng 8, 2016 978-0-316-34491-3  |
| 5 | Rentaro Satomi, Fugitive Tōbōhan, Satomi Rentarō (逃亡犯、里見蓮太郎)                   | 10 tháng 7, 2013 978-4-04-891761-2  | 20 tháng 12, 2016 978-0-316-34492-0 |
| 6 | Purgatory Strider Rengoku no Hōkōsha (煉獄の彷徨者)                                     | 10 tháng 10, 2013 978-4-04-866008-2 | 18 tháng 4, 2017 978-0-316-34494-4  |
| 7 | The Bullet That Changed the World Sekai Henkaku no Jūdan (世界変革の銃弾)               | 10 tháng 4, 2014 978-4-04-866472-1  | 19 tháng 9, 2017 978-0-316-51064-6  |

### Manga
Một chuyển thể manga do Morinohon đồ họa được xuất bản định kỳ trên tạp chí Dengeki Maoh của ASCII Media Works' từ ngày 27 tháng 8, 2012 đến ngày 27 tháng 6, 2014.
| # | Phát hành tiếng Nhật | Phát hành tiếng Nhật | Phát hành tiếng Anh | Phát hành tiếng Anh |
| # | Ngày phát hành       | ISBN                 | Ngày phát hành      | ISBN                |
| - | -------------------- | -------------------- | ------------------- | ------------------- |
| 1 | 27 tháng 5, 2013     | 978-4-04-891196-2    | 22 tháng 9, 2015    | 978-0-31-634503-3   |
| 2 | 11 tháng 7, 2013     | 978-4-04-891805-3    | 15 tháng 12, 2015   | 978-0-31-634513-2   |
| 3 | 11 tháng 10, 2013    | 978-4-04-891970-8    | 22 tháng 3, 2016    | 978-0-31-634532-3   |
| 4 | 27 tháng 6, 2014     | 978-4-04-866665-7    | 28 tháng 6, 2016    | 978-0-31-627236-0   |

### Anime
Một loạt phim truyền hình anime chuyển thể do Kinema Citrus và Orange hoạt hình đã được công bố tại Lễ hội mùa thu Dengeki Bunko 2013 vào ngày 6 tháng 10 năm 2013,  và công chiếu vào tháng 4 năm 2014. Bộ anime đã được Crunchyroll chọn để phát trực tuyến ở Bắc Mỹ và các khu vực chọn lọc khác trên thế giới. Nhạc chủ đề đầu phim là "black bullet" của fripSide và nhạc chủ đề kết phim là "Tokohana" (トコハナ) của Yanagi Nagi.